# Lizzie Brocheré
Lizzie Brocheré (París, 22 de marzo de 1985) es una actriz francesa de cine, televisión y teatro, conocida por su presencia en producciones de arte y ensayo, y por su participación en la serie de ciencia ficción American Horror Story: Asylum.

## Filmografía
| Año  | Título                               | Papel            | Notas |
| ---- | ------------------------------------ | ---------------- | ----- |
| 2002 | Le Loup de la côte ouest             | Jeanne           |       |
| 2004 | Un petit jeu sans conséquence        | Gladys           |       |
| 2006 | Chacun sa nuit                       | Lucie            |       |
| 2006 | Papier glacé                         |                  | Corto |
| 2007 | Septembre et moi                     | Septembre        | Corto |
| 2008 | Le Chant des mariées                 | Myriam           |       |
| 2008 | A French Film                        | Joven parisina   |       |
| 2009 | Tellement proches                    | Clara            |       |
| 2009 | Linear                               | Camarera         |       |
| 2009 | Do Me Love                           | Juliette         |       |
| 2009 | The Vintner's Luck                   | Sabine           |       |
| 2010 | Depuis demain                        | Camille          | Corto |
| 2011 | Ni une, ni deux                      | Asistente social | Corto |
| 2011 | American Translation                 | Aurore           |       |
| 2011 | Nuit Blanche                         | Vignali          |       |
| 2011 | After Fall, Winter                   | Sophie           |       |
| 2012 | Imparfait du subjectif               |                  | Corto |
| 2013 | La marque des anges - Miserere       | Dounia           |       |
| 2014 | Award Winning Indie Lesbian Sex Film |                  | Corto |
| 2015 | The Magic Mountain                   | Anna Winkler     | Voz   |
| 2015 | Full Contact                         | Cindy            |       |
| 2017 | Rings                                | Kelly            |       |
| 2017 | The Dream of the Guest               | Blue             |       |
| 2018 | Vaurien                              | Anna             |       |

## Televisión
- 2015-presente, Versalles como Claudine Masson
- 2014-presente, The Strain como Coco Marchand
- 2012, The Hour  como Camille Mettier
- 2012, American Horror Story: Asylum como Grace
- 2011, I love Perigord
- 2010, LIP
- 2010, Flowers - Magic Pop Hotel - The Micronauts remix (clip)
- 2009, Les Bleus
- 2007, Lorsque l'enfant paraît - Camping Paradis II
- 2006, Cantine mortelle
- 2006, Bac +70
- 2005, R.I.S. Police scientifique - Une vie brisée
- 2005, Maigret et l'étoile du nord - L'étoile du nord
- 2005, L'envers du décor
- 2005, Dolmen
- 2005, Un lendemain matin - Avec le temps
- 2004, Le Miroir de l'eau
- 2003, Sissi, l'impératrice rebelle
- 2002, Qui a tué Lili?
- 2002, Alex Santana, négociateur - Un ange noir
- 2002, Une autre femme
- 2001, Don't go into the woods - Relic Hunter
- 2001, Margaux Valence - Le silence d'Alice - Le secret d'Alice
- 2000, La tête dans les étoiles
- 1999, Trois en un - Mission : Protection Rapprochée
- 1995, Parents à mi-temps